# Eria magnicallosa
Eria magnicallosa är en orkidéart som beskrevs av Oakes Ames och Charles Schweinfurth. Eria magnicallosa ingår i släktet Eria och familjen orkidéer. Inga underarter finns listade i Catalogue of Life.